# Reinhard Eiben
Reinhard Eiben (* 4. Dezember 1951 in Crossen) ist ein ehemaliger deutscher Kanute. Er wurde für die DDR Olympiasieger und Weltmeister im Kanuslalom.

## Werdegang
Eiben begann mit dem Kanusport auf der Zwickauer Mulde. 1968 wurde er vom Zwickauer Kanu-Club zum SC DHfK Leipzig delegiert. Bei der Weltmeisterschaft 1971 belegte er den 13. Platz.
Bei den Olympischen Spielen 1972 wurden erstmals olympische Wettbewerbe im Kanuslalom ausgetragen. Auf dem Augsburger Eiskanal siegte Eiben im Einer-Canadier deutlich vor dem bundesdeutschen Reinhold Kauder, dem amtierenden Weltmeister. 1973 wurde Eiben im Muotatal dann auch Weltmeister.
Im Mannschaftswettbewerb gewann er 1973 und 1975 Silber und wurde 1977 mit Peter Massalski und Lutz Körner Weltmeister. Nach der Weltmeisterschaft 1977, bei der Eiben im Einzelwettbewerb den achten Platz belegt hatte, beendete er seine Karriere.
Der gelernte Industrieschmied war Mitarbeiter beim Bezirk Leipzig, nach 1989 zog er nach Schleswig-Holstein.
Bis 2014 betrieb er mit seiner Frau Annette Eiben eine Tankstelle an der Bundesstraße 404 in Löptin.

## Auszeichnungen (Auswahl)
- 1972: Vaterländischer Verdienstorden in Silber
- 1974: Vaterländischer Verdienstorden in Bronze